# Gilles Thibaut
Pour les articles homonymes, voir Thibaut.
Gilles Thibaut, né le 21 septembre 1927 à Paris et mort le 2 août 2000 à La Hauteville dans les Yvelines, est un trompettiste et parolier français. Il est l'auteur de plusieurs grand succès de la chanson française, notamment pour Claude François, Johnny Hallyday ou encore Michel Sardou, pour lesquels il a respectivement écrit (ou coécrit) Comme d'habitude, Que je t'aime et Je vais t'aimer.

## Biographie
Gilles Thibaut, de son vrai nom Lucien Thibaut, est le cousin par alliance de la chanteuse Colette Magny (1926-1997).
Dans les années 1950, il est trompettiste et collabore notamment avec Sidney Bechet au club du Vieux Colombier, l'un des derniers clubs parisiens de jazz de la période « Saint-Germain-des-Prés »,. Il dirige également son propre orchestre de jazz.
À partir de 1965, il écrit régulièrement pour Johnny Hallyday, 38 chansons au total, parmi elles, Cheveux longs et idées courtes, Que je t'aime, Requiem pour un fou et Ma gueule, ainsi que l'ensemble des titres de l'album Hamlet.
Dès juin 1967, il coécrit les paroles d'une vingtaine de chansons avec et pour Claude François, notamment Comme d'habitude que Paul Anka adapte en anglais sous le titre My Way.
Gilles Thibaut a également écrit pour France Gall, Sylvie Vartan et Michel Sardou (Je vais t'aimer).
Il meurt à l'âge de 72 ans le 2 août 2000 à La Hauteville (Yvelines), où il est inhumé.

## Ses interprètes
Liste non exhaustive
Christophe :
- 1970 : La Petite Fille du 3e, musique de Christophe
- 1973 : Belle, musique de Christophe

Claude François :
- 1967 :
  - Comme d'habitude, paroles de Gilles Thibaut et musique de Claude François et Jacques Revaux[9]
  - Mais quand le matin, paroles et musique : Éric Charden et Monty[10],[11] ; version diffusée à la télévision dans l'émission Tilt Magazine de juin 1967[12]. Pour l'enregistrement sur disque les paroles du troisième couplet ont été remaniées par Gilles Thibaut, peut-être avec l'aide de Claude François[13]. Éric Charden ayant dissimulé la participation de Monty, celui-ci n'a pas été crédité sur cette chanson[14]. C'est la raison pour laquelle son nom n'apparaît pas sur les disques.
  - Dans une larme, coécrite avec Claude François, musique de Jean Renard
  - Il faut être deux, adaptation française par Claude François et Gilles Thibaut, musique de William Stevenson et Sylvia Moy
- 1968 :
  - Après tout, coécrite avec Claude François, musique de Claude François et Jean Renard
  - Serre-moi, griffe-moi, coécrite avec Claude François, musique de Laurence Weiss
  - Deborah, adaptation française par Claude François et Gilles Thibaut, musique de Paolo Conte
  - Jacques a dit, adaptation française par Claude François et Gilles Thibaut, musique d'Elliot Chiprut
  - Aussi loin, coécrite avec Claude François, musique de Reg Guest et Claude François
  - Pardon, coécrite avec Claude François, musique de Jean Renard
  - Je veux chaque dimanche une fleur, coécrite avec Claude François, musique d'Éric Charden
  - Ma fille, adaptation française par Claude François et Gilles Thibaut de My Guy, musique de Smokey Robinson
  - Ce soir je vais boire, adaptation française par Claude François et Gilles Thibaut de Stasera mi butto, musique de Bruno Canfora
  - Dans les orphelinats, musique de Claude François
  - Te fatigue pas, musique de Claude François
- 1969 :
  - Petit Jésus, coécrite avec Claude François, musique de Claude François et Jean Renard

France Gall :
- 1966 : Bonsoir John John, musique de Claude-Henri Vic

Marie Laforêt :
- 1966 : Toi qui dors, adaptation française par Gilles Thibaut, musique d'Ewan MacColl

Michel Polnareff :
- 1967 : Le Roi des fourmis, musique de Michel Polnareff

Demis Roussos :
- 1979 : Tu n'as pas le droit, adaptation française par Gilles Thibaut de Sometimes When We Touch, musique de Barry Mann

Michel Sardou :
- 1976 :
  - La Vieille, coécrite avec Michel Sardou, musique de Jacques Revaux
  - Je vais t'aimer, musique de Jacques Revaux et Michel Sardou

Sylvie Vartan :
- 1965 :
  - Et pourtant je reste là, musique de Mick Jones
  - Je préfère tes bras, musique de Georges Aber et Tommy Brown
  - L’Oiseau rare, adaptation française par Gilles Thibaut, musique de Ike Turner
- 1966 :
  - Mister John B., coécrite avec Georges Aber, musique d'Eddie Vartan
  - Sauve-toi, adaptation de The "In" Crowd de Billy Page
  - J'aurais, musique d'Eddie Vartan
  - Par amour, par pitié, musique de Jean Renard
  - Noël sans toi, musique de Jean Renard
- 1967 :
  - Deux Mains, musique de Jean Renard
  - Il ne faut pas aimer Yann, arrangements de David Whitaker sur un thème du folklore irlandais
  - L'amour est no 1, adaptation de Everything Will Be Alright de Claude Gray
  - Un peu de tendresse, musique de Jean Renard
- 1968 :
  - Quel effet ça m’a fait, musique de Jean Renard
- 1974 :
  - Bien sûr, coécrite avec Michel Mallory, musique de Jean Renard
- 1975 :
  - The Shang-A-Lang Song, adaptation française par Gilles Thibaut, musique de Peter Shelley et Marty Wilde
  - Ma liberté, adaptation française par Gilles Thibaut de Questa sporca vita, musique de Paolo Conte
- 1976 :
  - L'amour c'est comme les bateaux, musique d'André Popp
  - Le Temps du swing, adaptation française par Gilles Thibaut de House of Swing, musique de Lou Stonebridge et Tom McGuinness
  - Dieu merci, adaptation française par Gilles Thibaut de Si sisto, musique de Clement Chammah
  - Je croyais, musique de Cyril Assous

Dominique Walter :
- 1967 : Marie, adaptation française par Gilles Thibaut de The Day I Met Marie, musique de Hank Marvin

Les Chats sauvages :
- 1964 : La Route, musique de Jacques Denjean